# Thân vương quốc Taranto
Thân vương quốc Taranto là một quốc gia ở miền nam nước Ý được tạo ra vào năm 1088 cho Bohemond I, trưởng nam của Robert Guiscard như một phần của hòa ước giữa ông và hoàng đệ Roger Borsa sau một cuộc tranh chấp về quyền thừa kế Công quốc Apulia.
Taranto trở thành thủ đô của thân vương quốc bao phủ gần như tất cả gót chân của Apulia. Trong suốt 377 năm lịch sử tiếp nối của thân vương quốc có lúc là một thái ấp phong kiến hùng mạnh và gần như độc lập của Vương quốc Sicilia (và sau này là Napoli), đôi khi chỉ là một danh hiệu, thường được ban cho người thừa kế ngôi vị hoặc chồng của một đương kim nữ hoàng. Khi nhà Anjou bị phân liệt, Taranto lại rơi vào tay nhà Durazzo (1394-1463).
Ferdinand I xứ Napoli đã hợp nhất Thân vương quốc Taranto vào Vương quốc Napoli sau cái chết của vợ ông là Isabella xứ Clermont. Thân vương quốc chính thức chấm dứt, nhưng các vị vua xứ Napoli vẫn tiếp tục phong danh hiệu Thân vương Taranto cho đám con cái của họ, trước hết là vị vua tương lai Alfonso II xứ Napoli, trưởng nam của Isabella.

## Bá tước
- Geoffrey (1063 – 1072)
- Richard (1072–1080)
  - Peter, nhiếp chính vương
- Robert Guiscard (1080–1085)
- Bohemond (1085–1088)

## Thân vương

### Nhà Hauteville (Altavilla)
- 1088 - Bohemond I (1054–1111), sau là Bohemond I thân vương quốc gia thập tự chinh xứ Antioch;
- 1111 - Bohemond II (1108, 1130), còn là thân vương Antioch;
- 1128 - King Roger II (1093–1154), công tước Apulia, vua Sicilia, có công thống nhất miền nam nước Ý;
- 1132 - Tancred, con trai Roger II, thân vương Bari, lên ngôi
- 1138 - William I, sau là vua Sicilia, con trai Roger II, trở thành thân vương Taranto sau cái chết của người anh Tancred;
- 1144 - Simon, con trai Roger II, trở thành thân vương Taranto khi người anh William trở thành thân vương Capua và Công tước Apulia;
- 1157 - William II, sau là vua Sicilia;
- 1189 - Vua Tancred của Sicilia
- 1194 - William III, vua Sicilia (bị phế truất), Bá tước Lecce;

### Nhà Hohenstaufen (Svevia)
- 1194 - Vua Henry, Hoàng đế La Mã Thần thánh và vua Sicilia; 
  - 1198 - Robert;
  - 1200 - Guy Walter III xứ Brienne, chồng của (Albinia, Elvira) Mary xứ Lecce của Altavilla, con gái Vua Tancred của Sicilia (Tancred xứ Hauteville, Bá tước Lecce). Danh hiệu bị tịch thu sau cái chết của Walter;
- 1205 - Vua Frederick;
- 1250 - Manfred của Sicilia, con trai Frederick II, sau còn là vua;

### Nhà Angevin (Angiò)
- 1266 - Vua Charles I (1227–1285), đánh bại Manfred và được Giáo hoàng phong làm Vua Sicilia;
- 1285 - Vua Charles II (1248–1309), con trai Charles I, vua Napoli;
- 1294 - Philip I (1278–1332), con trai Charles II và là Hoàng đế Latinh trên danh nghĩa;
- 1332 - Robert xứ Taranto (1299–1364), con trai Philip I;
- 1346 - Louis xứ Taranto (1308–1362), con trai Philip I, đồng thời là vua Napoli;
- 1364 - Philip II (1329–1374), con trai Philip I và là Hoàng đế Latinh trên danh nghĩa;
  - 1356 - Philip III, con trai Philip II, mất hồi trẻ nên danh hiệu được trả lại cho cha mình;

### Nhà Baux (Del Balzo)
- 1374 - James of Baux, cháu Philip II, và là Hoàng đế Latinh trên danh nghĩa;

### Nhà Welf hoặc Brunswick (Este del Guelfo)
- 1383 - Otto (1320–1398), chồng của Joan I xứ Napoli;

### Nhà Orsini
- 1393 - Raimondo del Balzo Orsini, also known as Raimondello, chồng của Mary xứ Enghien, người thừa kế xứ Brienne;
- 1406 - Ladislaus of Durazzo, vua Napoli, chồng thứ hai của Mary xứ Enghien;
- 1414 - James I xứ Bourbon-La Marche, chồng của Joan II of Naples và hôn phối trong thời gian ngắn
- 1420 - Giovanni Antonio del Balzo Orsini, con trai của Mary và Raimondello;
- 1463 - Isabella xứ Clermont, cháu gái của Giovanni Antonio